# Colmenar de Oreja
Colmenar de Oreja (colmenar = „Bienenkorb“) ist eine Stadt und eine zentralspanische Gemeinde (municipio) mit 8.888 Einwohnern (Stand: 2024) im Südosten der Autonomen Gemeinschaft Madrid im Übergang zur Autonomen Region Kastilien-La Mancha. Die Gemeinde gehört zur Kulturlandschaft der Alcarria, die Altstadt ist als Conjunto histórico-artístico anerkannt.

## Lage und Klima
Die ca. 760 m hoch gelegene Stadt Colmenar de Oreja liegt im Iberischen Hochland (meseta) südöstlich des Kastilischen Scheidegebirges. Die spanische Hauptstadt Madrid befindet sich gut 50 km (Fahrtstrecke) nordwestlich; die Stadt Aranjuez ist etwa 23 km in südwestlicher Richtung entfernt. Das Klima im Winter ist gemäßigt, im Sommer dagegen warm bis heiß; die eher geringen Niederschlagsmengen (ca. 450 mm/Jahr) fallen – mit Ausnahme der nahezu regenlosen Sommermonate – verteilt übers ganze Jahr.

## Bevölkerungsentwicklung
| Jahr      | 1857  | 1900  | 1950  | 2001  | 2021  |
| Einwohner | 4.833 | 6.182 | 5.695 | 5.548 | 8.303 |

Trotz der Lage der Stadt im Großraum Madrid ist die Einwohnerzahl der Gemeinde lange Zeit stabil geblieben; erst zu Beginn des 21. Jahrhunderts erfolgte ein deutlicher Bevölkerungsschub.

## Wirtschaft

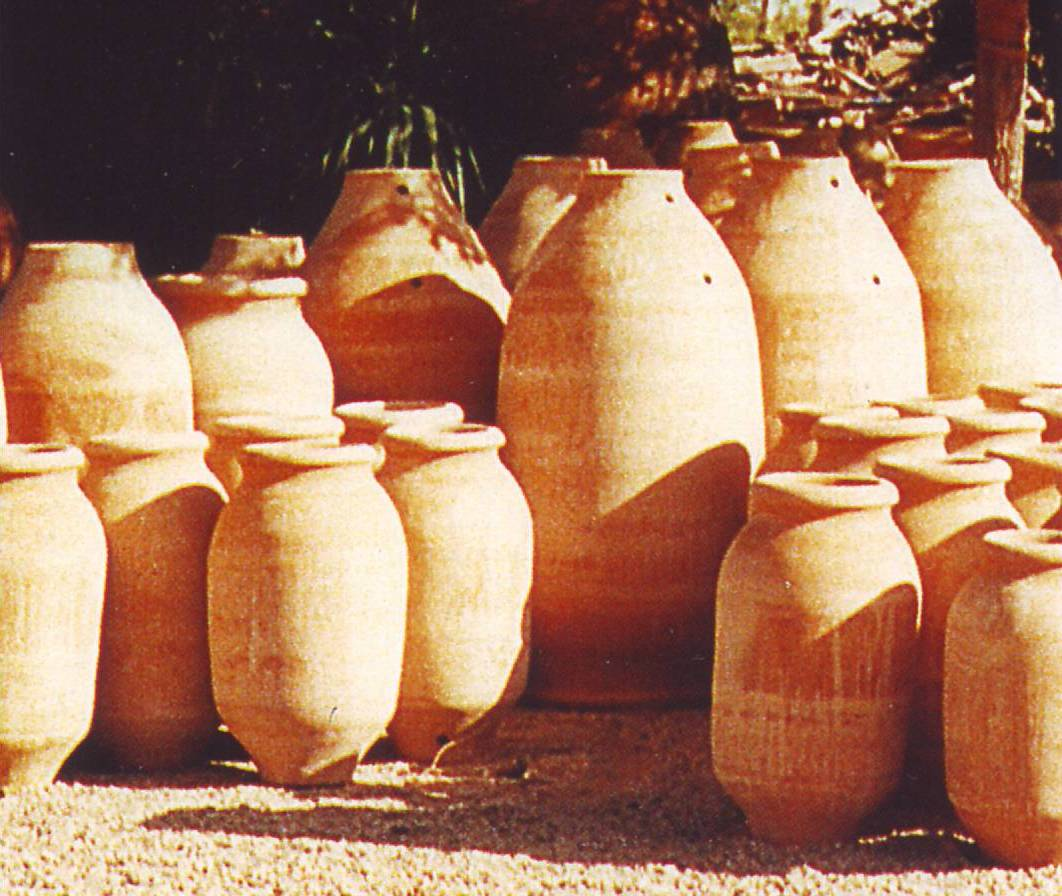
Tonkrüge (tinajas)

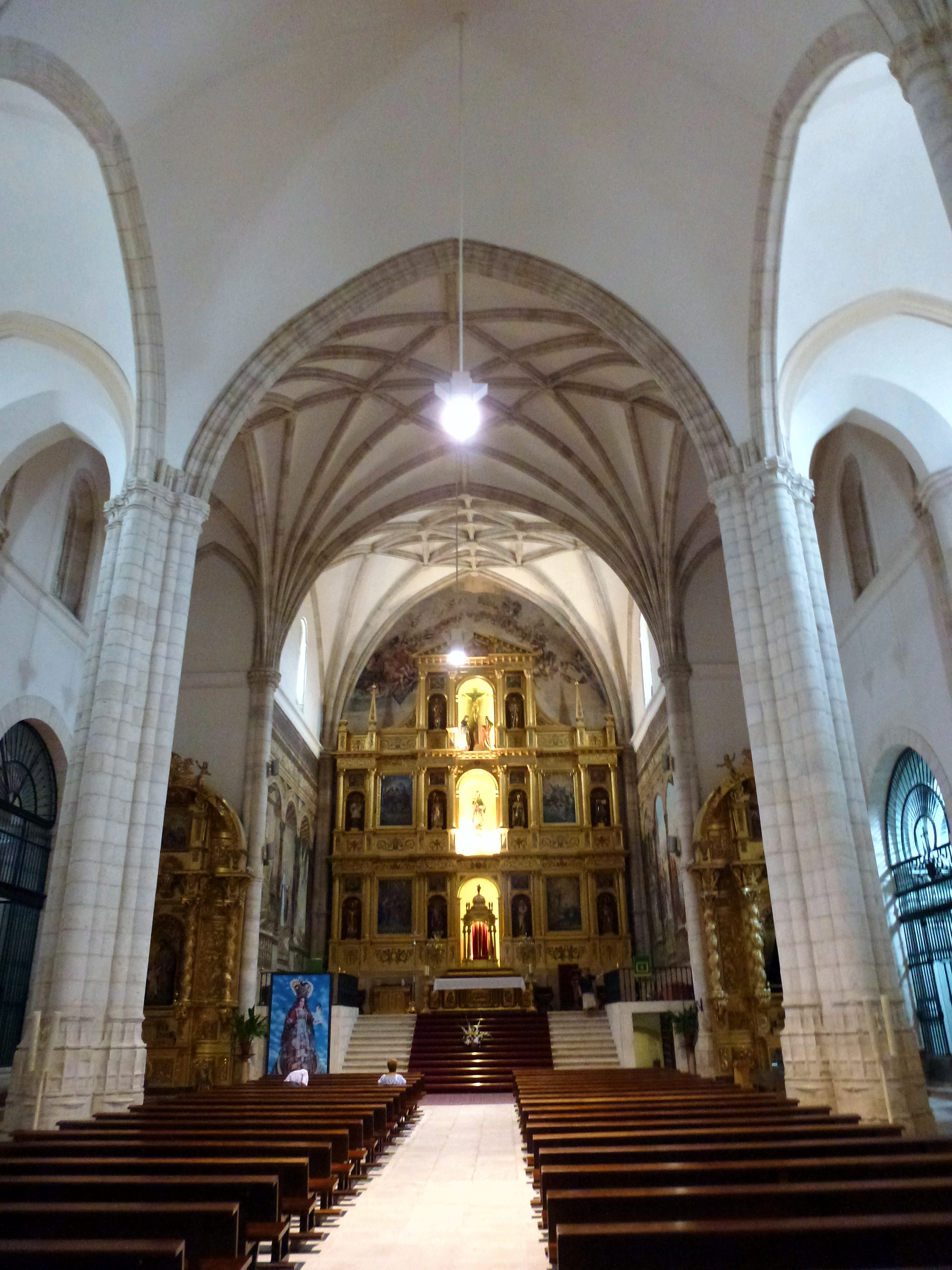
Colmenar – Iglesia de Santa María Mayor

Colmenar de Oreja war jahrhundertelang landwirtschaftlich geprägt; die Menschen lebten weitgehend als Selbstversorger von den Erträgen der umliegenden Felder und Hausgärten. Früher war die Herstellung großer Tonkrüge (tinajas) für die Aufbewahrung und den Transport von Olivenöl und Wein von großer Bedeutung für das Wirtschaftsleben des Ortes; heute produziert eine Sulfatmine, der wichtigste Arbeitgeber der Gemeinde, ca. 25 % des spanischen Bedarfs.

## Geschichte
Auf dem Gemeindegebiet gibt es spärliche Funde aus keltischer und römischer Zeit, die jedoch noch nicht als Beweis für menschliche Ansiedlungen gedeutet werden können. Nach der Rückeroberung der Gebiete nördlich von Toledo im Jahr 1085 durch Alfons VI. von León wurde die Gegend dem Santiagoorden unterstellt. Wenig später begann eine Phase der Wiederbevölkerung (repoblación) durch Christen aus allen Teilen der Iberischen Halbinsel. Im Jahr 1440 erhielt der Ort die Stadtrechte (villazgo), doch im 16. Jahrhundert kam er unter die erst zu Beginn des 19. Jahrhunderts offiziell endende Grundherrschaft (señorio) der Herzöge von Maqueda.

## Sehenswürdigkeiten
- Der Hauptplatz (Plaza Mayor) ist ein von zweistöckigen Häusern mit Laubengängen und Balkonen umstandener Platz aus dem 17. Jahrhundert, auf welchem bis weit ins 20. Jahrhundert hinein auch Viehmärkte und Stierkämpfe (corridas) stattfanden. Das repräsentative Lagerhaus (pósito) mit seinen seitlichen Risaliten diente auch als Gerichtsgebäude und als Gefängnis.[7]
- Die dreischiffige Iglesia de Santa María Mayor entstand im 13. Jahrhundert als Kirche des Santiagoordens. Im 15./16. wurde sie jedoch weitgehend neu erbaut und erhielt Renaissance-Portale. Der streng wirkende über 60 m hohe Turm der Kirche gilt als Planung Juan de Herreras, des Architekten des Escorial. Die drei Schiffe (naves) der Kirche sind gleich hoch (Hallenkirche); Apsis und Vierung haben sternförmige Rippengewölbe, wohingegen ansonsten Gratgewölbe dominieren. Die beiden Seitenschiffe laufen jeweils auf einen Barockaltar zu, das Mittelschiff endet in einem deutlich erhöhten und flach schließenden Chor mit einem großen klassizistischen Altarretabel (retablo).[8]
- Die Kirche der Augustiner-Rekollekten beeindruckt durch ihre barocke Ziegelsteinfassade mit aufgesetzten Wappenschilden und einem gesprengten und geschweiften Giebel.
- Die einschiffige barocke Kapelle der Ermita de San Roque steht mitten im Ort.
- Die Ermita del Santísimo Cristo del Humilladero befindet sich etwa 1 km südlich des Ortes.

Umgebung
- Auf dem Gebiet der südlich des Tajo anschließenden Nachbargemeinde Ontígola steht die Ruine der erst im Jahr 1139 durch die Truppen Alfons VII. von León eroberten Maurenfestung des Castillo de Oreja. Die Burg wurde später von den Christen vollständig neuerbaut, doch nach der Süd-Verschiebung der Grenze der islamischen Einflusssphäre verlor sie an Bedeutung und verfiel. Die einst im Schutz der Burg lebenden Menschen zogen in die Ebene von Colmenar um.[9][10]